# هورست شميد
هورست شميد هو سياسي كندي، ولد في 29 أبريل 1933 في ميونخ في ألمانيا. حزبياً، نشط في الرابطة التقدمية المحافظة في ألبرتا ‏. وقد انتخب عضو الجمعية التشريعية ألبرتا.